# Estación de Diesbach-Betschwanden
La estación de Diesbach-Betschwanden (en alemán: Diesbach-Betschwanden Bahnhof) es un apeadero de la localidad de Betschwanden, perteneciente a la comuna suiza de Glaris Sur, en el Cantón de Glaris.

## Situación
El apeadero se encuentra ubicado a las afueras del oeste del núcleo urbano de Betschwanden. Cuenta con un único andén por el que pasa una sola vía. Las dependencias colaterales del apeadero son el apeadero de Rüti en dirección Linthal y el apeadero de Luchsingen-Hätzingen, en dirección Ziegelbrücke.

## Servicios ferroviarios
Los servicios son operados por SBB-CFF-FFS:
- R Rapperswil - Ziegelbrücke – Glaris – Schwanden – Linthal. Servicios cada hora.

- Datos: Q5846112
- Multimedia: Diesbach-Betschwanden railway station / Q5846112